# Шкодин торањ
Шкодин торањ је била челична конструкција за егзибиционо скакање падобраном на тадашњем Београдском сајму, данашњем Старом Сајмишту на Новом Београду. Током свог постојања, од јуна 1938. године до новембра 1945. године, са своја 74 метра торањ је био највиша грађевина у Београду, и био је рекламиран као највиши падобрански торањ у Европи и свету. После његовог рушења, требало је да прође скоро 30 година па да у Београду буде подигнут објекат који је надмашио висину торња. То је урађено тек 1974. године, када је завршена 101 метар висока Београђанка.

## Настанак
Београдски сајам на левој обали Саве грађен је од 6. јуна до 11. септембра 1937. године као прво планско насеље на територији данашњег Новог Београда. Радило се о, за тадашње прилике, ултра модерном и уметнички дизајнираном комплексу са павиљонима и шиљкастом Централном кулом, у коме су одржаване бројне међународне изложбе и сајмови, укључујући Београдски сајам аутомобила 1938., сајмове наоружања и једно од првих јавних престављања телевизије.
На основу плана предложеног 1932. године, а кога је 1934. године подржао краљ Александар, краљевска влада је 1937. године потписала лукративни уговор са Шкодом о куповини 300 тенкова. У знак захвалности, Шкода је одлучила да донира торањску конструкцију за извођење падобранских скокова. Изабран је Београдски сајам јер је Чехословачка тамо већ имала свој изложбени павиљон. Такође, у току је било одржавање велике Међународне вадухопловне изложбе, од 28. маја до 13. јуна 1938. године. Учествовало је 11 земаља које су нудиле своје наоружање, укључујући Немачку, Француску, Велику Британију и Италију. Градња торња оцењена је као одличан маркетиншки потез.

## Отварање
"Падобрански торањ", или "кула за парашутисте", отворен је 2. јуна 1938. године као најновији додатак сајамском комплексу. Отворен је церемонијално, уз доста помпе. Решеткаста челична конструкција је била висока 74 метра, чиме је постала највиша грађевина у Београду. Шкодин торањ је био импозантна и доминанта грађевина која је због своје висине и положаја уз Саву, на равном и ниском терену,  била видљива из скоро свих делова старог Београда.
Торањ је коришћен и за професионалну обуку и вежбе падобранаца, али и за аматерске скокове обичних посетилаца, чиме је постао једна од највећих сајамских атракција. Лифт је подизао скакаче до платформи за скакање, које су се налазиле на висинама од 40 и 60 метара. Падобран није био самосталан, већ је еластичним каблом био причвршћен за платформу, како би и потпуни аматери могли да скачу. Са таквом конструкцијом, више је подсећао на модерно банџи скакање. Пошто су најпре професионалци извршили испробавање торња, прва особа из публике која је скочила падобраном била је девојка, Катарина Матановић. У току прве године од отварања торња, укупно су извршена 3,164 скока.

### Други светски рат
После инвазије на Југославију од стране Сила осовине у априлу 1941. године, немачке окупационе снаге од Сајмишта праве концентрациони логор кога најпре називају Јеврејски логор у Земуну, али до данас остаје познатији као Логор (Старо) Сајмиште. У процесу претварања сајма у логор, торањ је опремљен снажним рефлекторима и са неколико митраљеских гнезда како би се олакшало осматрање околине и реке, и спречила евентуална бекства из логора. Шкодин торањ тако постаје својеврсни "торањ смрти".
Торањ је успео да избегне сва бомбардовања Београда у току рата. То укључује и нацистичко априлско бомбардовање Београда 1941. године, и савезничко ускршње бомбардовање априла 1944. године, иако је том приликом срушена већина објеката у самом логору. У октобру 1944. године, у току борби за ослобођење Београда, фотограф Политике Владета Лимић фотографисао је борбе које су се водиле око самог торња, међутим торањ је и то преживео.

## Рушење
Иако је преживео рат, нове комунистичке власти су крајем 1945. године одлучиле да поруше торањ, користећи немачке ратне заробљенике за тај посао. Разлози за одлуку о рушењу остали су непознати. Претпоставка је да је то учињено због изразито негативног осећаја које је код грађана побуђивала функција торња у ратним годинама као логорског светионика и пушкарнице, јер је процењено да је око 23,000 људи убијено у логору током рата. Једна од последњих фотографија на којој се види торањ, снимљена је у октобру 1945. године са земунске стране, на којој се виде војне јединице у току припрема за предстојећу војну параду 20. октобра 1945. године, којом се прослављала прва годишњица ослобођења града. Неколико недеља касније торањ је миниран и срушен.
Рушењем торња, Палата Албанија, са своја 53 метра, постаје највиша грађевина у Београду. Завршена само годину дана после торња, 1939. године, Албанија је већ била највиша зграда у Београду, а сада је постала и највиши објекат уопште. Следећи објекат у самом граду који ће да надвиси некадашњу висину Шкодиног торња биће тек Београђанка, висока 101 метар, чија градња је завршена 1974. године.
Торањ се налазио у југоисточном делу сајамског комплекса, поред пута уз саму Саву, на месту поред кога Стари савски мост, постављен 1942. године, премошћује реку са новобеоградске стране. Данас ништа није остало од некадашње торањске конструкције, а на том месту је касније саграђен фудбалски терен ФК Бродарца.